# Syndiclis lotungensis
Syndiclis lotungensis är en lagerväxtart som beskrevs av Shu Kang Lee. Syndiclis lotungensis ingår i släktet Syndiclis och familjen lagerväxter. Inga underarter finns listade i Catalogue of Life.